# Салвэйл, Ева
Ева Салвэйл (фр. Ève Salvail, 7 апреля 1973, Матане, Квебек, Канада) — франкоканадская модель.

## Биография
Родилась 7 апреля 1973 года в провинции Квебек, Канада, в небольшом городе Матане.
Ева начала работать моделью с 18 лет. Она всегда восхищалась моделями-хамелеонами, которые могут снова открывать себя миру, такими как Линда Евангелиста.
Работая моделью в начале 1990-х в Японии, Ева побрилась налысо и сделала татуировку на голове. Татуировка была выполнена с 800-летнего китайского артефакта, Ева без изменений сохранила дизайн. Её исключительный внешний вид был замечен Жан-Полем Готье и вскоре Ева стала топ-моделью европейских столиц моды.
Она дважды была на обложке Elle Canada — в феврале 1994 и феврале 1995.
Ева часто отращивала волосы, красила их в белый, красный или розовый цвет. Последние годы у неё была прическа «короткий белый ёжик», но в 2010 году, когда она закончила с карьерой модели, Ева снова побрилась, и сейчас она снова лысая.
Ева впервые появилась на телеэкране в 1994 году, когда она снялась в фильме Роберта Олтмена «Prêt-à-Porter» (рус. Высокая мода). Ева играла роль самой себя и запомнилась последней сценой в фильме, когда в финальном показе появилась на подиуме абсолютно обнаженной. В 1997 году она снималась в фильме Люка Бессона «Пятый элемент» — она играла одного из мангалоров в человеческом обличье, которые хотели помешать главному герою попасть на космический корабль. Также снялась в фильмах «Образцовый самец», «Звезда», «Заложница».
Ева публично объявила, что она лесбиянка, 9 января 2007 года на шоу Тайры Бэнкс в эпизоде «Coming Out Stories». Ева говорит, что для неё это признание собственно ничего не изменило, она хотела помочь другим. Также Ева появилась во втором эпизоде 6 сезона шоу «Топ-модель по-американски», где она рассказала участницам о своей карьере и дала несколько советов для съемок с лысой головой.
Сейчас Ева более не работает моделью. В настоящее время она работает диджеем, выступая под именем DJ Evalicious. Она создала несколько саундтреков для показов мод.

## Показы
- Модный показ — Осень/Зима 1993 Rifat Ozbek
- Модный показ — Весна/Лето 1994 Chanel, Emporio Armani
- Модный показ — Осень/Зима 1994 Gianni Versace
- Модный показ — Осень/Зима 1997 Bella Freud, Marina Spadafora, Romeo Gigli
- Модный показ — Весна/Лето 1998 Romeo Gigli
- Модный показ — Осень/Зима 1998 A Menos Cuarto, Armand Basi, Duyos & Paniagua, Palacio & Lemoniez, Peter Aedo, Roberto Torretta, Roger O.
- Модный показ — Весна/Лето 2000 René Lezard

## Фильмография
| Год  |   | Русское название | Оригинальное название | Роль                      |
| ---- | - | ---------------- | --------------------- | ------------------------- |
| 1994 | ф | Высокая мода     | Prêt-à-Porter         | играет саму себя          |
| 1997 | ф | Пятый элемент    | The Fifth Element     | Замаскированный мангалор  |
| 1998 | ф | Знаменитость     | Celebrity             | поклонница епископа Брюса |
| 1999 | ф | Заложница        | Hostage               | Селия                     |
| 2001 | ф | Образцовый самец | Zoolander             | играет саму себя          |

## Интересные факты
- Любимая марка косметики — M.A.C[3].
- Ева отмечает, что стройная фигура у неё от природы, говорит, что быстрый метаболизм. Также сообщает, что её рацион питания состоит исключительно из натуральных продуктов. Ева пьёт очень много воды[3].
- Родной язык — французский (обусловлено тем, что Квебек — французская провинция Канады).
- Снималась в клипе Ленни Кравица «Is There Any Love In Your Heart»[5].